# Bisoca (gmina)
Bisoca – gmina w Rumunii, w okręgu Buzău. Obejmuje miejscowości Băltăgari, Bisoca, Lacurile, Lopătăreasa, Pleși, Recea, Sările i  Șindrila. W 2011 roku liczyła 2791 mieszkańców.